# Orchis quadripunctata
Espèce
Synonymes
- Anacamptis trichocera K.Koch[1]
- Androrchis quadripunctata (Cirillo ex Ten.) D.Tyteca & E.Klein[1]
- Gymnadenia humilis Lindl.[1]
- Orchis bipunctata Raf.[1]
- Orchis cupanii Tod.[1]
- Orchis hostii Tratt.[1]
- Orchis nicodemi Sieber ex Steud.[1]
- Orchis quadripunctata f. albiflora (Raulin) De Langhe & D'hose[1]
- Orchis trichocera Brongn.[1]

Statut de conservation UICN

 LC  : Préoccupation mineure
Orchis quadripunctata est une espèce d'Orchidées de l'aire méditerranéenne.

## Liste des sous-espèces et variétés
Selon BioLib (8 mars 2020) :
- sous-espèce Orchis quadripunctata subsp. brancifortii (Biv.) E. G. Camus

Selon Tropicos (8 mars 2020) (Attention liste brute contenant possiblement des synonymes) :
- forme Orchis quadripunctata fo. albiflora (Raulin) De Langhe & D'hose
- forme Orchis quadripunctata fo. brancifortii (Biv.) Soó
- forme Orchis quadripunctata fo. macrochila Halácsy
- lusus Orchis quadripunctata lusus albiflora (Raulin) Soó
- lusus Orchis quadripunctata lusus obscura K. Malý
- sous-espèce Orchis quadripunctata subsp. anatolica (Boissieu) Asch. & Graebn.
- sous-espèce Orchis quadripunctata subsp. brancifortii (Biv.) E.G. Camus
- sous-espèce Orchis quadripunctata subsp. sezikiana (B.Baumann & H. Baumann) H. Baumann & R.Lorenz
- variété Orchis quadripunctata var. albiflora Raulin
- variété Orchis quadripunctata var. boryi (Rchb. f.) Nyman
- variété Orchis quadripunctata var. brancifortii Boiss.